# Capucine

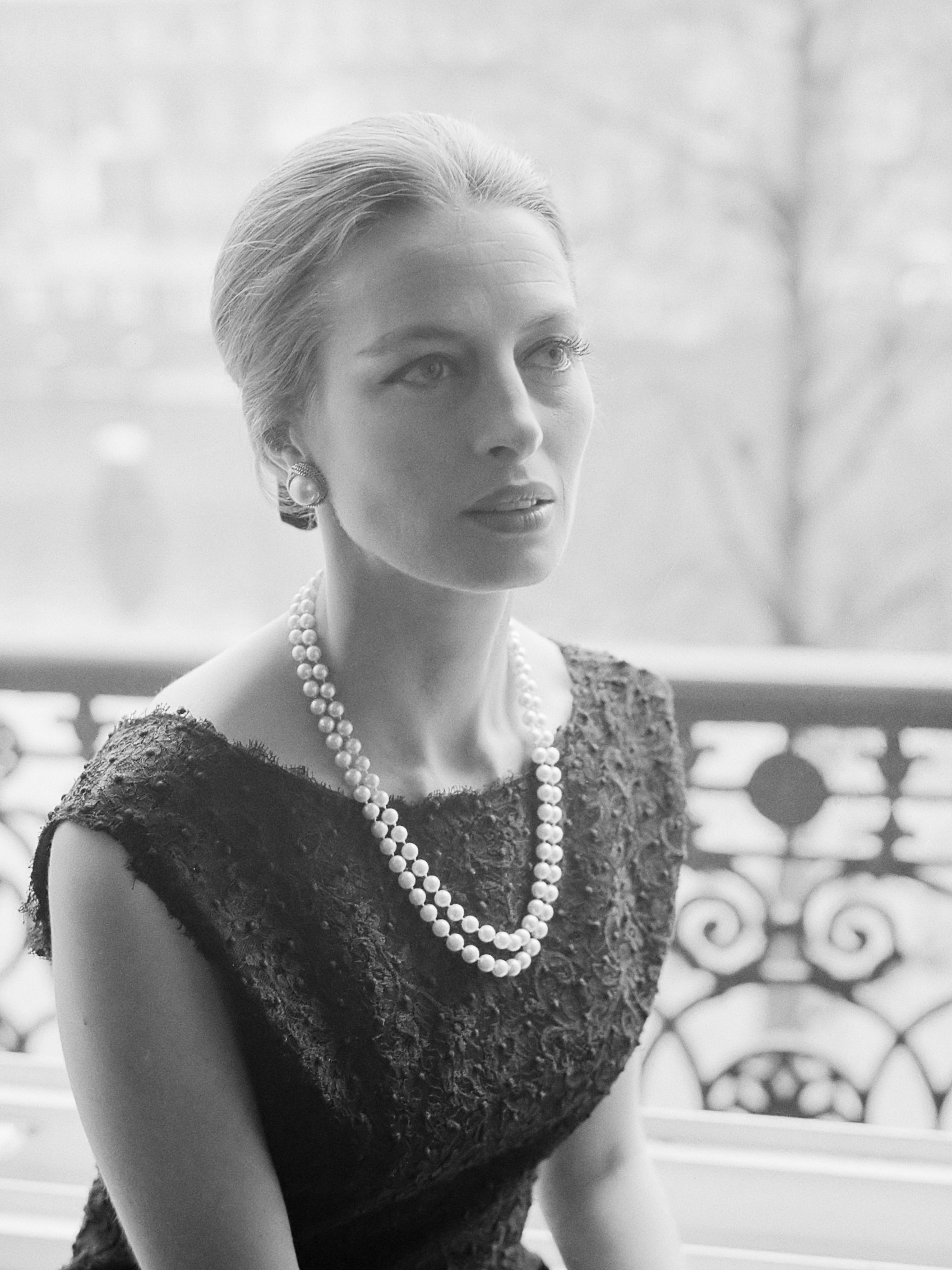
Capucine (1962)

Capucine (* 6. Januar 1928 als Germaine Hélène Irène Lefebvre in Saint-Raphaël, Var, Frankreich; † 17. März 1990 in Lausanne, Kanton Waadt, Schweiz) war ein französisches Mannequin und Filmschauspielerin.

## Leben
Capucine, Tochter einer französischen Mittelstandsfamilie, begann im Alter von 15 Jahren in Paris eine Karriere als Mannequin unter anderem für Dior und Givenchy, dem sie bis zu ihrem Lebensende verbunden blieb. 
Ihren ersten Film drehte sie mit 21 Jahren: Rendez-vous de Juillet unter der Regie von Jacques Becker (1949). Der internationale Erfolg stellte sich zehn Jahre später ein, als der Produzent Charles K. Feldman sie entdeckte. Sie studierte Schauspiel bei Gregory Ratoff und Columbia Pictures nahm sie unter Vertrag und ermöglichte ihr die erste Hauptrolle als Prinzessin Carolyne in der Franz-Liszt-Biografie Nur wenige sind auserwählt (1960).
Im Jahr 1963 bewies Capucine komödiantisches Talent in Der rosarote Panther an der Seite von Peter Sellers, David Niven, Claudia Cardinale und Robert Wagner. 
Von Mitte der 1960er Jahre an spielte sie hauptsächlich in europäischen Filmen. Federico Fellini verpflichtete sie für Fellinis Satyricon.
Capucine litt an einer bipolaren Störung. Sie setzte ihrem Leben 1990 ein Ende, indem sie sich in Lausanne aus ihrer im achten Stock gelegenen Wohnung stürzte.
Ihr Pseudonym ist ein weiblicher französischer Vorname, der auf die Kapuzen tragenden Angehörigen des Kapuzinerinnenordens hinweist und zudem eine Blume bezeichnet, die Blüte der Kapuzinerkresse.
Capucine war 1950 ein halbes Jahr mit dem Schauspieler Pierre Trabaud verheiratet und von 1962 bis 1964 mit dem Schauspieler William Holden liiert. Eine lebenslange Freundschaft verband sie mit Audrey Hepburn, die sie bei Givenchy kennenlernte, wo beide zur selben Zeit als Mannequin arbeiteten.

## Filmografie (Auswahl)
- 1948: Der Doppeladler (L’Aigle à deux têtes)
- 1949: Rendezvous de Julliet
- 1952: Quatro rose rosse
- 1955: Frou-Frou, die Pariserin (Frou-Frou)
- 1960: Nur wenige sind auserwählt (Song Without End)
- 1960: Land der tausend Abenteuer (North to Alaska)
- 1961: Oberst Strogoff (Le Triomphe de Michel Strogoff)
- 1962: Auf glühendem Pflaster (Walk on the Wild Side)
- 1962: I Giovanni della Costa Azzurra
- 1962: Patricia und der Löwe (The Lion)
- 1963: Der rosarote Panther (The Pink Panther)
- 1964: Follie d’Europa
- 1964: Beim siebten Morgengrauen (The 7th Dawn)
- 1965: Was gibt’s Neues, Pussy? (What’s New Pussycat?)
- 1966: Die Gespielinnen (Le fate)
- 1967: Venedig sehen – und erben… (The Honey Pot)
- 1969: Fellinis Satyricon (Fellini – Satyricon)
- 1969: Fräulein Doktor
- 1971: Rivalen unter roter Sonne (Soleil rouge)
- 1975: Der Unverbesserliche (L’Incorrigible)
- 1976: Bluff (Bluff storia di truffe e di imbroglioni)
- 1976: Per amore
- 1977: Der Supertyp (Ecco noi per esempio…)
- 1978: Die nackte Bourgeoisie (Ritratto di borghesia in nero)
- 1979: Nur drei kamen durch (From Hell to Victory)
- 1979: Leichen muß man feiern, wie sie fallen (Giallo napoletano)
- 1979: Im Banne des Kalifen (Arabian Adventure)
- 1979: Jaguar lebt! (Jaguar Lives!)
- 1979: Martin Eden
- 1982: Der rosarote Panther wird gejagt (Trail of the Pink Panther)
- 1982: Hart aber herzlich (Hart to Hart) (Fernsehserie, Folge 3x13: Kosmetische Operationen)
- 1983: Der Diamantenpoker (Balles perdues)
- 1983: Der Fluch des rosaroten Panthers (Curse of the Pink Panther)
- 1985: Mord ist ihr Hobby (Murder, She Wrote) (Fernsehserie, 1 Folge)
- 1986: Sins (Miniserie, 3 Folgen)
- 1987: Gila and Rik (Fernsehfilm)
- 1987: Das unheimliche Auge (Le foto di Gioia)
- 1987: Meine ersten vierzig Jahre (I miei primi 40 anni)
- 1988: Pygmalion 88
- 1990: Blaues Blut (Fernsehserie, 7 Episoden)